# 마오이성
마오이성(중국어: 茅以升, 병음: Máo Yǐshēng, 한자음: 모이승, 1896년 1월 9일 ~ 1989년 11월 12일)은 중국의 구조공학자이자 사회활동가이다. 톰슨 이어슨 마오(Thomson Eason Mao)로도 알려져 있다.
1896년 장쑤성 전장시에서 태어났다. 1916년 자오퉁 대학 탕산 공학대학에서 토목공학을 전공하였으며 코넬 대학교에서 석사, 1919년 카네기 공과대학에서 박사학위를 받았다. 중국 교량공학의 기반을 닦은 인물로 꼽히며 첸탕강대교와 우한장강대교의 설계자이다. 1946년 톈진 베이양 대학 총장, 1949년 시난 자오퉁 대학 총장 등을 지냈으며 전국인민대표대회 상무위원, 중국인민정치협상회의 부의장 등을 지냈다.